# ASAトゥルグ・ムレシュ (2013)
ASA 2013トゥルグ・ムレシュ（ルーマニア語: Asociația Sportivă Ardealul 2013 Târgu Mureș）は、ルーマニアのトゥルグ・ムレシュをホームタウンとしていたサッカークラブ。

## 歴史
2008年、FCMトゥルグ・ムレシュとして創設された。2008-09シーズンにリーガII・セリアIIでデビューし、昇格圏の2位には及ばなかったものの、3位の好成績を残した。翌2009-10シーズンはリーガIIで優勝し、リーガIに初昇格した。2010-11シーズンは前年優勝のCFRクルジュを上回る8位の好成績を残したが、
2011-12シーズンは15位に終わり、リーガIIに降格した。2012-13シーズンは5位に終わり、リーガI復帰を逃した。
2013年、1964年創設で2005年に解散したASAトゥルグ・ムレシュ (1964年)と同じASAトゥルグ・ムレシュに改称し、クラブカラーも同様に赤と青に変更した。
リーガIに復帰した2014-15シーズンは最終節までステアウア・ブカレストと優勝争いを演じた。ウィンターブレイク明けの後半戦は第31節のガズ・メタン・メディアシュ戦に敗れるまで無敗を記録し、第32節終了時点で首位に立っていたが、第33節のアストラ・ジュルジュ戦に敗れたことにより首位から転落した。勝ち点差2で迎えた最終節は2014-15シーズン無敗のホームゲームだったが、オツェルル・ガラツィに1-2で敗れた。同時刻開催のステアウア・ブカレストがCSMSヤシと引き分けたため、勝利していれば勝ち点で並び、両チーム間の対戦成績（2勝）で上回るトゥルグ・ムレシュが優勝できる展開だった。
2015年7月8日、スーペルクパ・ロムニエイでステアウア・ブカレストと対戦し、1-0で勝利した。同年6月にダン・ペトレスクが監督に就任したが、汚職防止検察当局（DNA）の捜査で口座が凍結されるなどクラブの財政問題により、スーペルクパ・ロムニエイの前後に監督や多くの選手が退団した。
2018年1月、クラブの破産とリーグからの撤退を発表した。

## タイトル
- スーペルクパ・ロムニエイ 優勝 (1) : 2015
- リーガ2 セリア2 優勝 (1) : 2009-10

## 歴代所属選手
- イアニス・ジク
- エドゥアルド・スタンチョーユ
- クラウディウ・ブンバ
- ラースロー・セプシ
- ロメオ・スルドゥ
- リビウ・アンタル
- アドリアン・ムトゥ
- アレクサンドル・ヨニツァ
- ウスマン・エンドイェ

## 歴代監督
- マリウス・ラカトゥシュ 2012
- ダニエル・イザイラ 2012-2013
- ヨアン・サバウ 2010-2011, 2012, 2013-2014
- リビウ・チョボタリゥ 2015
- ダン・ペトレスク 2015
- ヨアン・ガネア 2017